# D'Arrest (månekrater)
D'Arrest er et nedslagskrater på Månen. Det befinder sig på Månens forside i det lavaoversvømmede område vest for Mare Tranquillitatis. Det er opkaldt efter den tyske astronom Heinrich D'Arrest (1822 – 1875).
Navnet blev officielt tildelt af den Internationale Astronomiske Union (IAU) i 1935.

## Omgivelser
D'Arrestkrateret ligger sydøst for Agrippakrateret og nordvest for Delambrekrateret. Lige nordøst for ligger de små, skålformede kratere De Morgan og Cayley.

## Karakteristika
Den ydre rand i d'Arrestkrateret er brudt flere steder, så der er en flænge mod syd og en bred åbning mod nordøst, hvor kun en lav højderyg resterer af den oprindelige kratervæg. Kraterets indre er blevet dækket af lava, hvilket har efterladt en næsten flad kraterbund uden særlige træk. Den tilbageværende rand er lav og nedslidt med højderygge, der slutter sig til den mod syd og sydvest.

## Satellitkratere
De kratere, som kaldes satellitter, er små kratere beliggende i eller nær hovedkrateret. Deres dannelse er sædvanligvis sket uafhængigt af dette, men de får samme navn som hovedkrateret med tilføjelse af et stort bogstav. På kort over Månen er det en konvention at identificere dem ved at placere dette bogstav på den side af satellitkraterets midte, som ligger nærmest hovedkrateret. D'Arrestkrateret har følgende satellitkratere:
| D'Arrest | Længde | Bredde  | Diameter |
| -------- | ------ | ------- | -------- |
| A        | 1,9° N | 13,7° Ø | 4 km     |
| B        | 1,0° N | 13,6° Ø | 5 km     |
| M        | 1,9° N | 13,6° Ø | 23 km    |
| R        | 0,5° N | 15,6° Ø | 19 km    |

## Måneatlas
- Billeder af D'Arrestkrateret i LPI-måneatlasset